# Pepito Petray
Pepito Petray, cuyo verdadero nombre era  José Petray, fue un actor de cine y teatro que nació en Argentina en 1881y falleció en este país el 23 de marzo de 1958.

## Trayectoria profesional
Comenzó a trabajar desde niño en el ambiente circense al que estaba vinculada su familia. Además de poseer una magnífica voz, tenía dotes de cantante y bailarín. Trabajó en el teatro con grandes actores: con Angelina Pagano, en La gringa de Florencio Sánchez, con Lola Membrives y con los hermanos Podestá. Posteriormente formó su propia compañía.
En el cine tuvo su propia productora en la etapa muda y trabajó en filmes como Bajo el sol de la pampa (1916), Federación o muerte (1917) y Las aventuras de Pancho Talero (1929). Al llegar el sonoro trabajo en muchas películas, generalmente en papeles breves, recordándose en especial sus participaciones en La senda oscura (1947) y María de los Ángeles (1948).

## Filmografía
Actor
- Escuela de campeones (1950)
- María de los Ángeles (1948) .... Don Matías
- La senda oscura (1947) …Antonio
- María Celeste (1945)
- Centauros del pasado (1944)
- Fuego en la montaña (1943)
- Casi un sueño (1943)
- El comisario de Tranco Largo (1942)
- Concierto de almas (1942)
- El camino de las llamas (1942)
- Joven, viuda y estanciera (1941) .... Don Ponciano
- El hijo del barrio (1940)
- Prisioneros de la tierra (1939)
- Murió el sargento Laprida (1939) …Don Filemón
- El casamiento de Chichilo (1938)
- Pancho Talero en Hollywood (1931)
- Pancho Talero en la prehistoria (1930)
- Las aventuras de Pancho Talero (1929)
- Federación o muerte (1917)
- Bajo el sol de la pampa (1916)